# Džundži Kawano
Džundži Kawano (* 11. červenec 1945) je bývalý japonský fotbalista.

## Klubová kariéra
Hrával za Toyo Industries.

## Reprezentační kariéra
Džundži Kawano odehrál za japonský národní tým v letech 1968-1969 celkem 2 reprezentační utkání.

## Statistiky
| Japonsko | Japonsko | Japonsko |
| Roky     | Záp.     | Góly     |
| -------- | -------- | -------- |
| 1968     | 1        | 0        |
| 1969     | 1        | 0        |
| Celkem   | 2        | 0        |